# 18768 Sarahbates
18768 Sarahbates è un asteroide della fascia principale. Scoperto nel 1999, presenta un'orbita caratterizzata da un semiasse maggiore pari a 2,3245115 UA e da un'eccentricità di 0,1279412, inclinata di 4,60808° rispetto all'eclittica.